# Benzylopenicylina benzatynowa
Benzylopenicylina benzatynowa (łac. Benzylpenicillinum benzathinum) – organiczny związek chemiczny, antybiotyk, należący do grupy β-laktamów, a dokładniej do penicylin naturalnych. Ma działanie bakteriobójcze dlatego najlepiej działa na bakterie w fazie aktywnego namnażania. Stanowi połączenie dwóch cząsteczek benzylpenicyliny z dibenzyloetylenodiaminą. Jej charakterystyczną cechą jest to, że bardzo powoli się wchłania i wydala z organizmu, dzięki czemu działa ona aż do 7–14 dni. Benzylopenicylinę benzatynową podaje się domięśniowo. Jest wrażliwa na działanie HCl, dlatego nie można podawać jej doustnie.

## Mechanizm działania
Jest taki sam jak u innych antybiotyków β-laktamowych. Benzylopenicylina benzatynowa blokuje aktywność transpeptydaz (PBP) biorących udział w ostatnim etapie syntezy peptydoglikanu ściany komórki bakteryjnej. Lek łączy się z transpeptydazą w jej centrum aktywnym i w ten sposób blokuje jej aktywność. Komórka bakteryjna pozbawiona prawidłowo działającego enzymu nie jest w stanie syntetyzować ściany bakteryjnej i bakteria po jakimś czasie umiera.

## Zakres działania
Zakres działania jest podobny do benzylopenicyliny. Benzylopenicylinę benzatynową stosuje się w przewlekłych zakażeniach układowych bakteriami wrażliwymi na penicyliny. Stosowana jest przede wszystkim w leczeniu chorób reumatycznych, kiły, rzeżączki, przewlekłych zakażeń układu oddechowego. Może być również wykorzystywana w profilaktyce napadów gorączki reumatycznej, aby nie dopuścić do odpowiedzi immunologicznej przeciwko paciorkowcom β-hemolizującym grupy A.

## Postacie handlowe
- Debecylina – ampułki 600 000 j.m., 1 200 000 j.m.;
- Retarpen – ampułki 1 200 000 j.m., 2 400 000 j.m.;
- Tardocillin – ampułki 1 200 000 j.m./4 ml.